# Paradeisos (arkeologisk plats)
Paradeisos är en arkeologisk plats belägen i den moderna regionen Östra Makedonien och Thrakien i norra Grekland, på toppen av en kulle vid floden Nestos västra bank. Platsen är känd idag under namnet Klisi Tepe då man hittat ruiner av en bysantinsk kyrka belägen på platsen. Svenska Institutet i Athen började med arkeologiska utgrävningar i området år 1975. Norr om kullen är Rhodopebergen belägna medan till söder har floden Nestos skapat ett slättland som sträcker sig 30 km mot det Egeiska havet. Bosättningan var antagligen belägen närmare kustlinjen, men har idag kommit att hamna längre bort. Via Egnatia, den romerksa väg som kopplade samman Durrës med Konstantinopel har korsat Nestos-floden vid denna plats sedan hellenistisk tid (troligen har den följt en ännu tidigare färdväg).

## Utgrävningshistorik
Arkeologen Rainer Felsch upptäckte platsen 1972 och noterade ett antal ytfynd som visade på mänsklig närvaro på platsen mellan den senneolitiska perioden fram till och med bronsåldern. De svenska arkeologerna Erik J. Holmberg och Pontus Hellström reste runt i området kring Paradeisos och letade efter lämpliga platser för utgrävningar år 1975. Holmberg och Hellström var särskilt intresserade av perioden kring den sena bronsåldern och trodde att Paradeisos var den mest lovande platsen av de som besökts. Utgrävningar genomfördes på platsen mellan september och november 1976. Fem små schakt öppnades under denna utgrävning och man hittade omkring 400 kg keramik och en mängd figuriner från den senneolitiska perioden. Holmberg och Hellströms utgångspunkt var att hitta material från bronsåldern. Det blev dock snart tydligt att de flesta fynden från Paradeisos var från senneolitisk tid.

## Beskrivning av arkeologiska fynd
Under fältarbetet var den främsta fyndkategorin var keramik i den så kallade graphite painted pottery-typen. Keramiken bestod till största del av dekorerad keramik. De vanligaste formerna var större och mindre skålar samt fat och kärl med handtag. Enbart objekten av graphite ware var såpass välbevarade att man kunde utskilja mönster. Motiven var begränsade, men innefattade linjer, v-former och ett triangulärt mönster som kallas reserved eyes. De figuriner som man hittade var alla från de senneolitiska lagren. Fyra av figurinerna avbildade människor medan tre föreställde djur. Man fann även ytterligare tre fragment av figuriner som inte kunde identifieras. De mänskliga ansiktena som hittades varierade i form, från ovala eller koniska, till ett platt huvud med genomborrade öron. De tre figurinerna som avbildade djur visar ett slags kattdjur eller vad som kan föreställa en björn eller en hund. Fynden från platsen bevaras på det arkeologiska museet i Kavalla.